# Aclerda mexicana
Aclerda mexicana är en insektsart som beskrevs av Mcconnell 1954. Aclerda mexicana ingår i släktet Aclerda och familjen Aclerdidae. Inga underarter finns listade i Catalogue of Life.